# 诺济耶尔-布里尼翁站
诺济耶尔-布里尼翁站是法国的一个铁路车站，位于法国加尔省的布夸朗和诺济耶尔境内。

## 位置
诺济耶尔-布里尼翁站位于布夸朗和诺济耶尔市镇南部，省道D8线铁路道口南侧。车站大致呈南北走向，车站站房位于铁路线西侧。

## 设施
诺济耶尔-布里尼翁站是一个乘降所，没有人工售票窗口和自动售票设施，在该站乘降的乘客需提前网上购票或使用通勤卡。原有的站房已成为私有财产。
诺济耶尔-布里尼翁站的站内没有地下通道或天桥，前往对侧站台需横穿铁路正线，因此该站存在一定的安全隐患。

## 停靠线路
以下列车线路在诺济耶尔-布里尼翁站停靠：
| 诺济耶尔-布里尼翁站列车线路表 |      |                      |                      |                 |
| 线路                          | 车种 | 上一站               | 下一站               | 大致运行频率    |
| 尼姆→克莱蒙费朗               | TER  | 圣热涅斯德马勒瓜赖斯 | 阿莱斯               | 每天1班（单向） |
| 热诺拉克/阿莱斯—尼姆/蒙彼利埃 | TER  | 布夸朗               | 圣热涅斯德马勒瓜赖斯 | 每天3趟左右     |
| 1. 2.                         |      |                      |                      |                 |

## 配套交通

### 长途客车
| 停靠圣热涅斯德马勒瓜赖斯的大巴车 |                       |                                                                             |
| 上下车地点                       | 运营单位              | 主要目的地                                                                  |
| 车站门口                         |                       | 阿莱斯 （当铁路线施工或罢工时，SNCF可能也会提供途径该线路沿途站点的大巴车） |
| 车站门口                         | 加尔省城际客运 edgard | 824-2 布里尼翁初级中学                                                      |
| 1. 2. 3.                         |                       |                                                                             |

### 城市公共交通
诺济耶尔-布里尼翁站附近暂无城市公共交通线路。

### 社会车辆
诺济耶尔-布里尼翁站没有对应的社会车辆停车场，仅站房前方大约可以停靠少量小型机动车。

## 临近车站
| 诺济耶尔-布里尼翁站（Gare de Nozières - Brignon） |                      |                                |
| 上行车站                                          | 线路                 | 下行车站                       |
| 诺济耶尔-布里尼翁站 3.2km ←                       | 圣日耳曼沟－尼姆铁路 | 圣热涅斯德马勒瓜赖斯站 → 4.9km |
| - 本表仅显示运营中的线路及车站                    |                      |                                |